# Lübeckische Blätter
Die Lübeckischen Blätter sind seit 1835 das Mitteilungsblatt der Lübecker Gesellschaft zur Beförderung gemeinnütziger Tätigkeit und zugleich eine Zeitschrift für Lübeck.

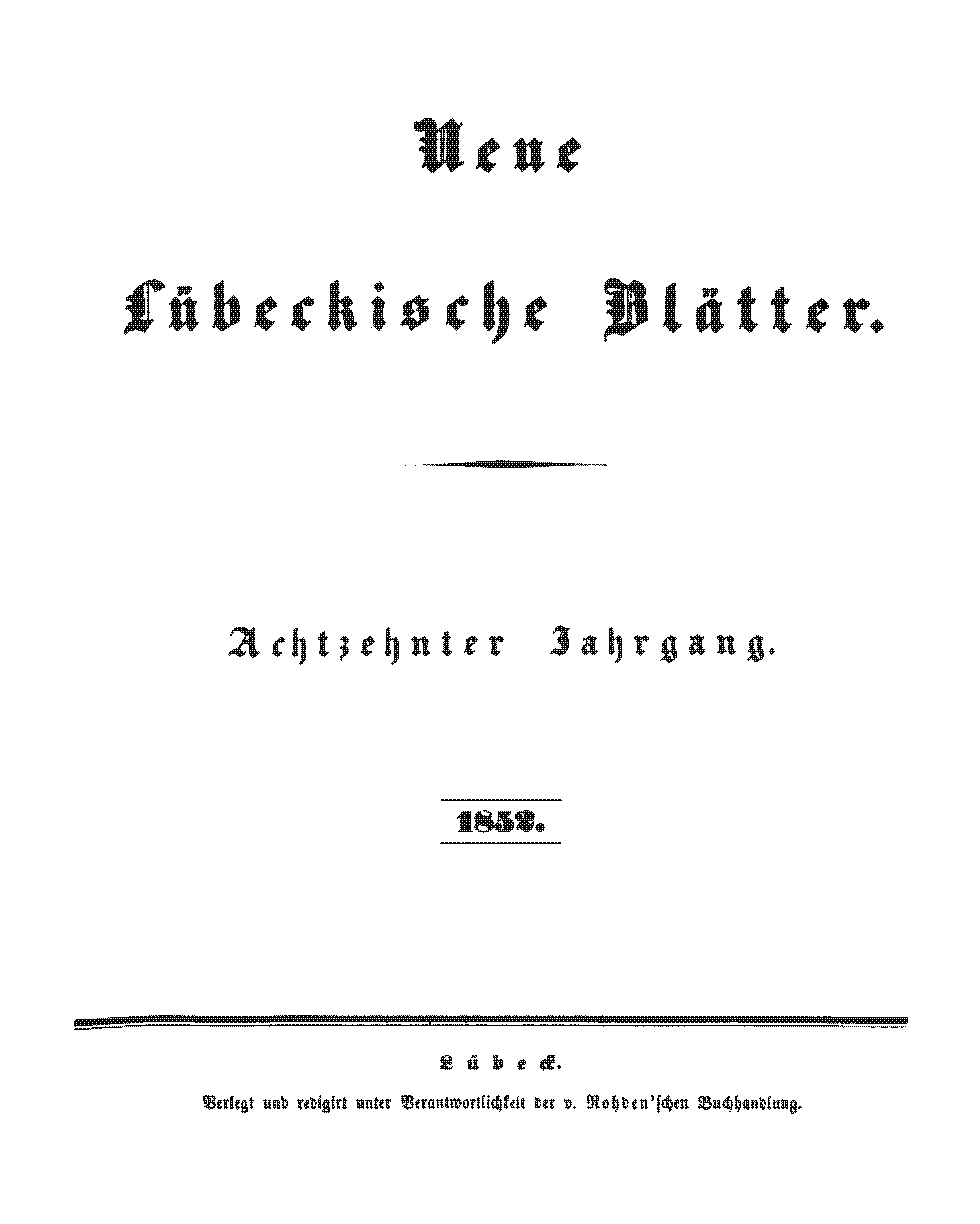

Die Zeitschrift erschien 1835 als Nachfolgerin der 1827 zuerst publizierten, nach einem Jahr wieder eingestellten „Lübeckischen Blätter“ zunächst als „Neue Lübeckische Blätter“. Erster Redakteur war Ludwig Heller. In der Zeit von 1835 bis zum Revolutionsjahr 1848 galten sie auch als das Sprachrohr der Erneuerungsbewegung, in Lübeck im Nachhinein als Jung-Lübeck bezeichnet. Wegen ihrer kritisch-kontroversen Inhalte wurden die Beiträge in der ersten Zeit nicht unter dem Namen der Verfasser, sondern unter einer Chiffre veröffentlicht. Im Januar 1859 wurde die Zeitschrift wegen einer geharnischten Kritik an der Politik der Führung des Stadtstaates verboten. Bereits ab Februar 1859 erschien sie jedoch wieder unter dem geänderten Titel "Lübeckische Blätter" mit dem Untertitel 'Sonntagsblatt der Lübecker Zeitung'.
1896 übernahm die gemeinnützige Gesellschaft, die die Lübeckischen Blätter bis dahin mitfinanziert hatte, als Herausgeber. Bis 1941 erschien die Zeitschrift in der Regel wöchentlich, gelegentlich auch häufiger, von Januar 1942 bis März 1943 vierteljährlich; dann musste das Erscheinen wegen Papierknappheit eingestellt werden. Zwischen 1945 und 1949 fehlte es der Herausgeberschaft an Finanzmitteln.
Seit 1958 werden die Lübeckischen Blätter vom Lübecker Verlag Schmidt-Römhild verlegt und gedruckt. Sie erscheinen seit Herbst 1949 14-täglich, außer in den Monaten Juli und August, mit einem durchschnittlichen Umfang von 16 Seiten. Im Jahre 2010 war die Zeitschrift im 175. Jahrgang. Die Lübeckischen Blätter sind bis heute das Nachrichtenblatt der Gemeinnützigen (ca. 1900 Mitglieder); darüber hinaus sind sie eine Zeitschrift für Lübeck mit den Schwerpunkten Stadtentwicklung, Soziales und Kultur. Von inhaltlichem Gewicht sind die monatliche Chronik sowie der ausführliche Besprechungsteil für Theater, Musik und Ausstellungen. Seit 2007 ist Manfred Eickhölter verantwortlicher Redakteur der Zeitschrift.